# Smíšený les

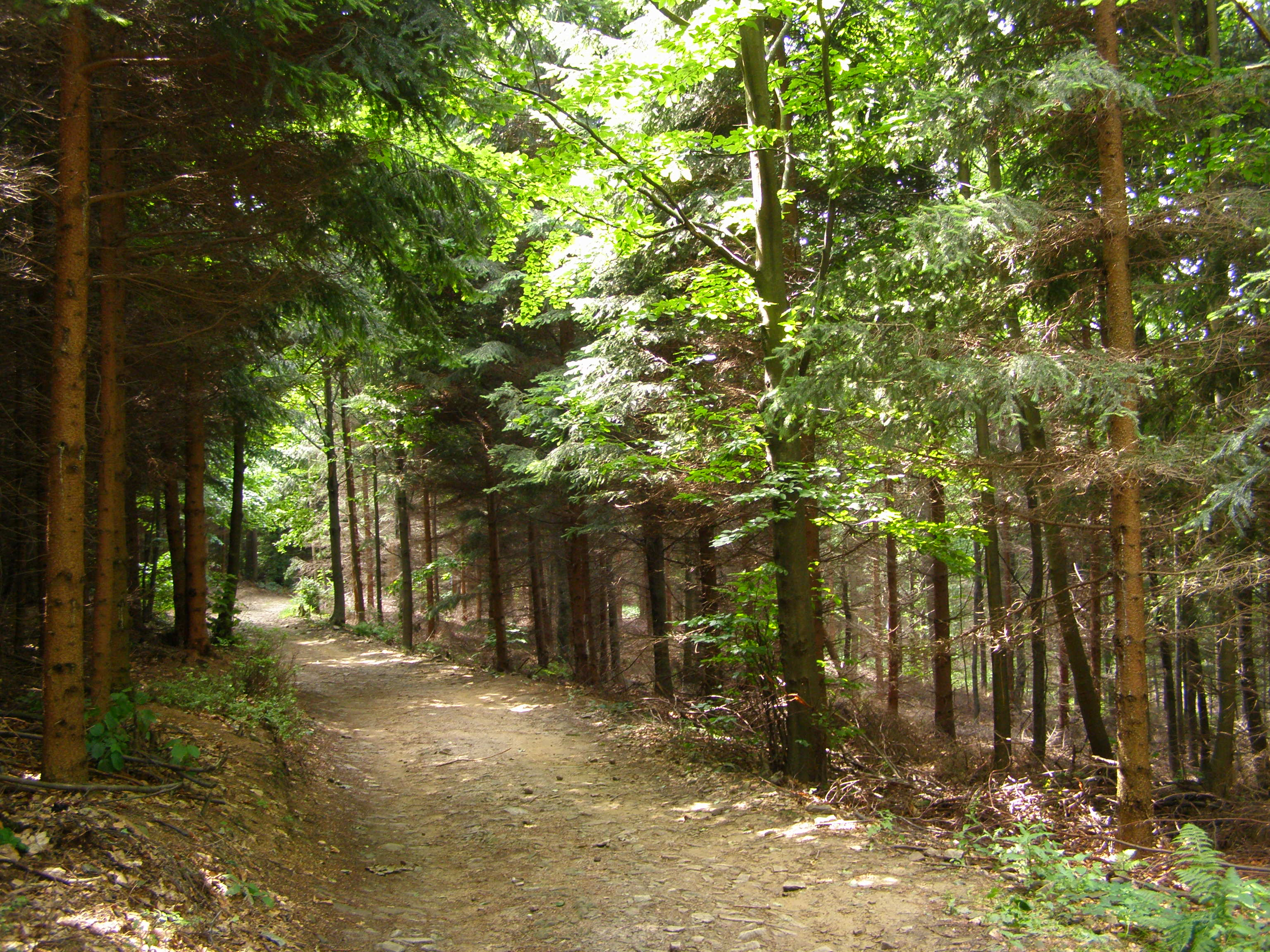
Cesta ve smíšeném lese

Smíšený les je lesní porost se zastoupením jehličnanů i listnáčů. Procentuální zastoupení žádného z druhů tvořících smíšený porost nepřesahuje 90 % (případně 95 % – viz níže nebo také heslo monokultura). Smíšené lesy tvoří více než 80 % celkové plochy českých lesů. Podíl monokultur (s příměsí do 10 %) tvoří necelých 20 % rozlohy lesů v Česku. Za uplynulých padesát let se v českých lesích téměř zdvojnásobil podíl listnatých dřevin.

## Druhová skladba smíšených lesů
Dominantní dřevinu (zaujímá 50–99 % hmoty nebo plochy) označují lesníci při hodnocení druhové skladby porostů jako dřevinu základní (příp. hlavní). Ostatní dřeviny s významnějším procentickým zastoupením jako dřeviny přimíšené (5–49 %). Pokud zastoupení dalších dřevin klesne pod 5 % celkové zásoby (nebo porostní plochy), označují se v lesnické terminologii jako dřeviny vtroušené. Podle platného zákona o lesích (r. 2010) mají vlastníci lesa povinnost při obnově lesa používat minimální stanovené procento tzv. melioračních a zpevňujících dřevin a vytvářet tak smíšené porosty.
Z hlediska způsobu smíšení dřevin v lesním porostu lze odlišit smíšení jednotlivé, hloučkovité (velikost hloučku odpovídá průmětu koruny dospělého jedince příslušného druhu), skupinové (skupina je větší než hlouček) a řadové (dřeviny jsou smíšeny v jednotlivých řadách vzniklých umělou obnovou – výsadbou sazenic).

## Ekologická stabilita smíšených lesů
Smíšený les bývá považován v podmínkách střední Evropy za nejstabilnější lesní biom[zdroj?], který je většinou nejlépe schopen odolávat běžným výkyvům mírného klimatu. Jeho pestřejší druhová skladba umožňuje snadněji odolávat živelním katastrofám (polomům), ale také škůdcům. Zvýšená odolnost proti biotickým škůdcům bývá zdůvodňována většími vzdálenostmi jednotlivých jedinců hostitelského druhu. Škůdce je tak při jejich překonávání více vystaven přirozeným predátorům a nepříznivým podmínkám vnějšího prostředí než v monokultuře hostitelského druhu. Vyšší odolnost proti abiotickým škodlivým činitelům (bořivý vítr, mokrý sníh, námraza) je dána vyšší mechanickou odolností hlavních listnatých dřevin (buk, dub) ve srovnání se smrkem nebo borovicí (viz také Meliorační a zpevňující dřeviny). Ovšem tuto odolnost smíšeného lesa nelze paušalizovat. Buková monokultura může být na stejném stanovišti proti bořivému větru mnohem odolnější než smíšený smrko-jedlový, osikovo-smrkový nebo smrko-borový porost (tedy lesy tvořené dřevinami s nižší mechanickou odolností). Určujícím faktorem pro stabilitu porostů je vedle druhového složení zejména porostní výchova, ale i řada dalších vlivů.
Významné je příznivější působení smíšených lesů na lesní půdy, zejména ve srovnání s jehličnatými monokulturami, které lesní půdy jednostranně ochuzují, okyselují a mohou přispívat až k podzolizaci lesních půd.